# Economia d'Aruba
El turisme és la principal activitat econòmica d'Aruba, seguit de l'activitat bancària i el refinatge de petroli. La ràpida expansió del turisme en els últims anys va resultar en l'expansió també d'altres activitats. Més d'1,5 milions de persones visiten l'illa tots els anys, 75% d'aquests turistes originaris dels Estats Units. La construcció civil continua la seva expansió, i la capacitat actual dels hotels és 5 vegades més que en 1985.
La refineria de petroli va ser reoberta en 1993 creant noves ocupacions i ajudant el creixement econòmic i el comerç exterior. El govern va donar prioritat en les Corts al pressupost i a la reducció dels dèficits comercials.